# Абдраев, Кутубай
Кутубай Абдраев (кирг. Кутубай Абдраев; 1932 год, село Кек-Джар — 18 марта 2014, там же) — старший чабан совхоза «Сон-Куль» Кочкорского района Нарынской области, Киргизская ССР. Герой Социалистического Труда (1976). Заслуженный мастер сельского хозяйства Киргизской ССР (1982). Депутат Верховного Совета Киргизской ССР. Член КПСС с 1966 года.

## Биография
Родился в 1932 году в крестьянской семье в селе Кек-Джар.
Трудился чабаном в совхозе «Сон-Куль» Кочкорского района. На протяжении нескольких лет ежегодно перевыполнял план по животноводству. Позднее возглавлял бригаду чабанов.
В 1975 году бригада Кутубая Абдраева получила в среднем по 175 ягнят от каждой сотни овцематок и по 5,5 килограмм шерсти с каждой овцы. Указом Президиума Верховного Совета СССР от 25 декабря 1976 года удостоен звания Героя Социалистического Труда с вручением ордена Ленина и золотой медали «Серп и Молот».
Избирался депутатом Верховного Совета Киргизской ССР (1975—1980).
Награды
- Герой Социалистического Труда
- Орден Ленина — трижды
- Орден Октябрьской Революции
- Орден Полярной звезды (Монгольская Народная Республика)